# Episodi di The O.C. (terza stagione)
La terza stagione di The O.C. è stata trasmessa negli Stati Uniti in prima visione sul canale televisivo Fox dall'8 settembre 2005 al 18 maggio 2006. 
In Italia, la stagione è stata trasmessa da Mediaset Premium in pay per view dal 3 maggio al 26 luglio 2006. Successivamente è stata replicata in chiaro da Italia 1 dal 12 settembre 2006 al 25 giugno 2007.
| nº | Titolo originale                 | Titolo italiano           | Prima TV USA      | Prima TV Italia |
| -- | -------------------------------- | ------------------------- | ----------------- | --------------- |
| 1  | The Aftermath                    | La resa dei conti         | 8 settembre 2005  | 3 maggio 2006   |
| 2  | The Shape of Things to Come      | Nuove prospettive         | 15 settembre 2005 | 3 maggio 2006   |
| 3  | The End of Innocence             | La fine dell'innocenza    | 22 settembre 2005 | 10 maggio 2006  |
| 4  | The Last Waltz                   | L'ultimo valzer           | 29 settembre 2005 | 10 maggio 2006  |
| 5  | The Perfect Storm                | La tempesta perfetta      | 3 novembre 2005   | 17 maggio 2006  |
| 6  | The Swells                       | Onda lunga                | 10 novembre 2005  | 17 maggio 2006  |
| 7  | The Anger Management             | Fuori controllo           | 17 novembre 2005  | 24 maggio 2006  |
| 8  | The Game Plan                    | Il piano di studi         | 1º dicembre 2005  | 24 maggio 2006  |
| 9  | The Disconnect                   | Inconfessabili segreti    | 8 dicembre 2005   | 31 maggio 2006  |
| 10 | The Chrismukkah Bar Mitz-vahkkah | Tutto per amicizia        | 15 dicembre 2005  | 31 maggio 2006  |
| 11 | The Safe Harbor                  | Marissa                   | 12 gennaio 2006   | 7 giugno 2006   |
| 12 | The Sister Act                   | Sorelle                   | 19 gennaio 2006   | 7 giugno 2006   |
| 13 | The Pot Stirrer                  | Salto nel buio            | 26 gennaio 2006   | 14 giugno 2006  |
| 14 | The Cliffhanger                  | Col fiato sospeso         | 2 febbraio 2006   | 14 giugno 2006  |
| 15 | The Heavy Lifting                | Il momento della verità   | 9 febbraio 2006   | 21 giugno 2006  |
| 16 | The Road Warrior                 | Il guerriero della strada | 9 marzo 2006      | 21 giugno 2006  |
| 17 | The Journey                      | Viaggi                    | 16 marzo 2006     | 28 giugno 2006  |
| 18 | The Undertow                     | L'ipoteca                 | 23 marzo 2006     | 28 giugno 2006  |
| 19 | The Secrets and Lies             | Il segreto e le bugie     | 30 marzo 2006     | 5 luglio 2006   |
| 20 | The Day After Tomorrow           | L'alba del giorno dopo    | 6 aprile 2006     | 5 luglio 2006   |
| 21 | The Dawn Patrol                  | L'invito                  | 13 aprile 2006    | 12 luglio 2006  |
| 22 | The College Try                  | La prova del college      | 20 aprile 2006    | 12 luglio 2006  |
| 23 | The Party Favor                  | L'ultimo ballo            | 27 aprile 2006    | 19 luglio 2006  |
| 24 | The Man of the Year              | L'uomo dell'anno          | 4 maggio 2006     | 19 luglio 2006  |
| 25 | The Graduates                    | I diplomati               | 18 maggio 2006    | 26 luglio 2006  |

## La resa dei conti
- Titolo originale: The Aftermath
- Diretto da: Ian Toynton
- Scritto da: Josh Schwartz (storia), Robert De Laurentiis (storia), Josh Schwartz (sceneggiatura)

### Trama
Trey è in coma e Ryan, Marissa e Seth vengono interrogati dall'assistente del procuratore che ha tutte le intenzioni di accusare Ryan nonostante Marissa si autoaccusi; Kirsten invece al centro di recupero sta facendo grandi progressi e conosce Charlotte, un'altra paziente. Trey esce dal coma e per non pensare al futuro i quattro si concedono un pomeriggio al mare. Nel frattempo Julie è in fermento e cerca di capire quanti soldi sta per ereditare da Caleb; quando però viene a sapere del risveglio di Trey, temendo che la figlia venga accusata di tentato omicidio, decide di obbligarlo ad accusare il fratello. Jimmy dubita subito dell'ex moglie e Sandy, intuito il raggiro, accusa anche lui di complicità; Ryan invece decide di scappare, ma la polizia lo riacciuffa e lo porta in carcere. Dopo una chiacchierata con Marissa Trey decide di confessare la verità alla polizia e finalmente Ryan viene scagionato: andato a trovare il fratello per ringraziarlo scopre che è scappato dall'ospedale e lo vede appena in tempo mentre la sua corriera parte. Kirsten invece, spinta da Charlotte, decide di restare in clinica.
- Altri interpreti: Tate Donovan (Jimmy Cooper), Jeri Ryan (Charlotte Morgan), Logan Marshall-Green (Trey Atwood), Garrett M. Brown (Dr. Kenneth Woodruff), Timothy Omundson (Deputy District Attorney Chris Caldwell), Michael Adler (Jeff Frenkel), Stephen O'Mahoney (Poliziotto n. 1), Gary Weeks (Poliziotto n. 2), Michael G. Canaan (Poliziotto n. 3), Ray Laska (Esbenshade), Lily Rains (Infermiera), J.J. Boone (Denise), Sean Blakemore (Dottore del pronto soccorso), Rigo Sanchez (Soccorritore n. 1), Kathleen Marie Carr (Shelley)

## Nuove prospettive
- Titolo originale: The Shape of Things to Come
- Diretto da: Tony Wharmby
- Scritto da: J.J. Philbin

### Trama
È il primo giorno di scuola e l'entusiasmo di Sandy per l'inizio dell'ultimo anno del figlio viene subito meno non appena Julie gli comunica che i genitori degli studenti, con una petizione, vogliono cacciare Ryan e Marissa dalla scuola. Scopriamo che Jimmy è tornato a Newport poiché spera nel testamento per coprire un suo nuovo ed ingente debito; a scuola Marissa ha a che fare con Taylor che vuole portarle via il posto di presidentessa del comitato studentesco. Kirsten sta per essere dimessa come anche Charlotte che la invita nel suo cottage per passare qualche giorno di "decompressione" per riabituarsi alla libertà senza ricadere subito nel vizio dell'alcool e lei accetta, con lo scontento di Sandy. Infine Jack Hess, il pedagogo chiamato per decidere il da farsi, decide di ammettere Ryan e di espellere Marissa: Taylor ne approfitta immediatamente autoeleggendosi presidentessa del comitato, ma Summer non ci sta e si candida anche lei per tener fede ai progetti dell'amica. Jimmy invece continua ancora a scialacquare i suoi soldi in lungo e in largo sebbene un creditore molto arrabbiato gli stia col fiato sul collo. Charlotte confida a Kirsten di aver voglia di ricominciare a bere e lei le promette di non lasciarla finché non si sarà ripresa; ci accorgiamo però che la sta solo prendendo in giro dal momento che non ha mai smesso di bere. Alla festa organizzata da Summer si presenta anche Marissa, ma Jack, avvisato da Taylor, la caccia in malo modo ed espelle anche Ryan che, per difenderla, lo prende a pugni.
- Altri interpreti: Tate Donovan (Jimmy Cooper), Jeri Ryan (Charlotte Morgan), Eric Mabius (Jack Hess), Autumn Reeser (Taylor Townsend), Rosalind Chao (Dr. Kim), Blake Robbins (Don), Tiffany Thornton (Ashley), Jennifer Freeman (Studentessa), Natalina Maggio (Organizzatore del carnevale), Evan Shakespeare (Studente)

## La fine dell'innocenza
- Titolo originale: The End of Innocence
- Diretto da: Michael Lange
- Scritto da: Stephanie Savage

### Trama
I genitori hanno molti problemi per trovare una nuova scuola a Ryan e Marissa; Summer e Seth invece vengono ricattati dal nuovo responsabile scolastico, Jack, e sono costretti a partecipare al laboratorio di teatro e sottostare agli ordini di Taylor. Jimmy propone a Julie di sposarlo e lei accetta; per risolvere i loro problemi i due considerano la possibilità di trasferirsi alle Hawaii: Ryan chiede a Sandy di poter ospitare Marissa e lui, seppur recalcitrante, accetta. Lei però ci tiene a vedere per la prima volta la sua famiglia veramente unita e rifiuta l'offerta. Alla lettura del testamento di Caleb, a cui partecipa anche Kirsten, si scopre che il Newport Group non ha futuro poiché Caleb era in bancarotta: è un brutto colpo per tutti, ma soprattutto per Jimmy che contava di saldare, con quei soldi, tutti i suoi debiti. Kirsten se ne va infuriata e rischia di ricadere nell'alcool per il dispiacere; Charlotte invece è felice per le sue disgrazie, ma viene cacciata dal cottage che, scopriamo, aveva solo preso in affitto. Jimmy cerca di scappare, ma il suo creditore lo trova e lo sequestra per farlo picchiare dai suoi scagnozzi, mentre Ryan e Marissa passano in modo molto romantico la loro ultima serata insieme e fanno l'amore sulla spiaggia. Il giorno dopo Jimmy scappa in barca e Marissa gli chiede di non tornare mai più da loro; Kirsten torna a casa per ritrovare tutto l'appoggio di Sandy e Julie resta sconvolta quando apprende che il matrimonio è saltato. Seth invece viene messo in punizione da Jack poiché, per rendere romantica la serata degli amici, ha preso in prestito la scenografia teatrale.
- Altri interpreti: Tate Donovan (Jimmy Cooper), Jeri Ryan (Charlotte Morgan), Eric Mabius (Jack Hess), Autumn Reeser (Taylor Townsend), Michael Adler (Jeff Frenkel), Blake Robbins (Don), Jennifer Parsons (Realtor)

## L'ultimo valzer
- Titolo originale: The Last Waltz
- Diretto da: Ian Toynton
- Scritto da: John Stephens

### Trama
È il primo giorno di Marissa alla scuola pubblica e Heather, la bulla della scuola, la prende fin dall'inizio in antipatia per le sue origini altolocate; fortunatamente Casey viene in suo aiuto e le presenta anche il fidanzato, Johnny, e Dennis detto Chili; Ryan invece studierà a casa assieme ad un professore privato. Le cose tra Kirsten e Sandy vanno a gonfie vele mentre a Julie viene comunicato che deve sgomberare la casa dal momento che il giorno seguente verrà messa all'asta con tutto il suo contenuto; Marissa perciò si trasferisce da Summer. Taylor, improvvisamente vogliosa di diventarle amica, dice a quest'ultima di aver sentito dire a Jack che se Seth non si fosse deciso a rivelare il suo complice nel furto della scenografia, l'avrebbe sospeso: Summer va a costituirsi per scoprire che la ragazza si è inventata tutto per ricoprire il suo posto come responsabile delle attività sociali. Charlotte si rifà viva e invita Kirsten a pranzo e scopriamo che ha un fidanzato di cui non ha mai parlato e i due sono intenzionati a estorcerle dei soldi. Sandy, in seguito alla decisione della moglie, si occupa di trovare un acquirente per il Newport Group. I nuovi 3 compagni di scuola convincono Marissa ad andare al ballo della scuola sebbene lei avesse detto a Ryan di voler passare la serata a studiare; quando lui, andato da Summer per farle una sorpresa, lo scopre sembra diplomatico, ma in realtà non la prende troppo bene. Heather anche alla festa non perde tempo a ricordare a Marissa la sparatoria, ma lei reagisce e riesce a divertirsi; Summer invece scopre che Taylor ha una relazione con Jack.
- Altri interpreti: Ryan Donowho (Johnny Harper), Jeri Ryan (Charlotte Morgan), Eric Mabius (Dean Jack Hess), Autumn Reeser (Taylor Townsend), Kayla Ewell (Casey), Johnny Lewis (Dennis 'Chili' Childress), Richard Voll (Glen Morgan), Erin Foster (Heather)

## La tempesta perfetta
- Titolo originale: The Perfect Storm
- Diretto da: Tony Wharmby
- Scritto da: Mike Kelley

### Trama
Si prospettano grossi problemi per Ryan: Jack Hess ha infatti intenzione di consegnare una relazione su di lui in cui scrive che è un violento patologico; ciò potrebbe sbarrargli la strada per entrare in ogni università. Marissa invece all'università, visti i problemi famigliari, non ci pensa neppure, mentre Summer e Seth sono tutti presi dalla relazione fra il responsabile scolastico e Taylor. Charlotte incontra Julie a casa Cohen e, conoscendo la sua situazione economica, cerca di farsela amica regalandole la casa che desidera tanto. Ryan invece, venuto a conoscenza del piano di Jack, decide di lasciare gli studi: per sistemare la sua situazione Summer vuole cogliere sul fatto il professore e Taylor in modo da far riammettere l'amico a scuola con il ricatto. Aiutato da Johnny, il compagno di scuola di Marissa, Ryan trova lavoro su un peschereccio e vuole salpare dopo aver convinto Sandy a firmare il permesso, essendo ancora minorenne; Marissa ne resta sconvolta dal momento che le ricorda tanto il comportamento del padre. Il piano di Summer va in porto e, grazie alla confessione di Taylor e all'aiuto di Sandy, Ryan viene riammesso poco prima della partenza del peschereccio.
- Altri interpreti: Ryan Donowho (Johnny Harper), Jeri Ryan (Charlotte Morgan), Eric Mabius (Dean Jack Hess), Autumn Reeser (Taylor Townsend), Kayla Ewell (Casey), Johnny Lewis (Dennis 'Chili' Childress), Richard Voll (Glen Morgan), Paul Ganus (Sean), Virginia Hamilton (Realtor), DeVone Lawson Jr. (Poliziotto), Shawn Carter Peterson (Volontario di Berkeley)

## Onda lunga
- Titolo originale: The Swells
- Diretto da: Michael Fresco
- Scritto da: J.J. Philbin

### Trama
Taylor organizza il "Tutti dentro", un'attività in cui, per una notte, tutti gli studenti dell'ultimo anno saranno rinchiusi insieme in palestra; Marissa è invitata invece alla "Veglia del guerriero", festa con cui i suoi compagni festeggiano l'arrivo delle onde lunghe, ottime per fare surf, sport preferito di Johnny e Chilly. In spiaggia lei e Johnny si accorgono di avere in comune la sfortuna di fare brutti sogni ricorrenti (lei infatti, ogni notte, rivive il momento in cui ha sparato a Trey); inoltre anche lui ha alle spalle una brutta situazione familiare: lui e la madre erano costretti a subire le violenze del padre alcolizzato fino a che lui, per difenderla, l'ha aggredito. Né Ryan né Casey vedono troppo di buon occhio la loro vicinanza; Seth invece si accorge di come Taylor sia sola e sbeffeggiata perfino dalla madre. Summer e Marissa conoscono Volchock, un surfista prepotente, con cui il gruppo di Johnny è in competizione. Charlotte propone a Julie e Kirsten di organizzare una festa di beneficenza per risollevare le loro sorti sociali e quest'ultima, seppur riluttante, accetta; quando Julie si accorge della falsa identità della nuova amica questa le propone di spartire con lei i proventi della festa. Summer, prima del "Tutti dentro" accompagna Marissa alla festa e vede il rapporto troppo buono che ha con Johnny, consiglia così a Ryan di raggiungerle. Sandy intanto trova un compratore per il Newport Group, ma non convinto decide di assumere il collega di questi, Matt Ramsey, e tenersi la società. Alla festa Johnny scopre che Casey lo sta tradendo con Volchock e, andatolo a cercare viene fermato appena in tempo dai nostri amici, ma Ryan, impulsivo come al solito, gli dà un pugno. Intanto a scuola Seth aiuta Taylor nell'organizzare la serata e questa prende una cotta per lui, chiudendo fuori di proposito Summer.
- Altri interpreti: Ryan Donowho (Johnny Harper), Jeri Ryan (Charlotte Morgan), Jeff Hephner (Matt Ramsey), Autumn Reeser (Taylor Townsend), Kayla Ewell (Casey), Johnny Lewis (Dennis 'Chili' Childress), Rob Brownstein (Kurt Williams), Cam Gigandet (Kevin Volchok), Paula Trickey (Veronica Townsend), Mitchell Fink (Cameriere), Tyson Chambers (Studente), Derek Selander (Surfista punk), Cal Thomas (Volchok's Gangmate), Craig Allen Wolf (Wald)

## Fuori controllo
- Titolo originale: The Anger Management
- Diretto da: Michael Fresco
- Scritto da: John Stephens

### Trama
Volchock vuole la rivincita e lancia una sfida a Ryan, ma lui non ha voglia di rimettersi nei guai; i preparativi per la festa di beneficenza invece stanno andando a gonfie vele e Kirsten è ancora ignara dei loschi traffici delle due amiche. Taylor chiede aiuto a Seth per organizzare il ballo di Natale e lui le consiglia di rivolgersi a Summer; per Ryan però è palese che lei abbia un debole per l'amico e i sospetti si realizzano quando lei va a chiedergli quanto la coppia Seth-Summer sia stabile. Volchock fa di tutto per provocare Ryan, ma questi non vuole cedere; Johnny invece non vuole che il nuovo amico si prenda le sue responsabilità, ma non sa contraddire Marissa che vorrebbe che entrambi si tenessero lontani dai guai. Taylor confessa i suoi sentimenti a Seth e gli dice che deve mollare Summer dal momento che sono fatti per stare insieme (il fatto sarebbe confermato dall'amore comune per una serie di film giapponesi), ma lui si rifiuta e così lei, di nascosto, gli ruba Capitan Avena, il suo cavallo giocattolo preferito per poterglielo ridare davanti a Summer, facendola ingelosire. Marissa, per evitare la rissa, dà a Volchock un suo orologio molto costoso ma lui, dopo aver capito che è lei il punto debole di Ryan, la porta via e lui si sente obbligato, con Johnny, ad andare a riprenderla; bluffando riesce a farlo andare via senza dover venire alle mani. Sandy invece deve aver a che fare con il licenziamento di quattro componenti dello staff per ridurre le spese e Matt, senza il suo consenso, decide di licenziarli da sé. Julie ha un ripensamento all'ultimo momento, ma Charlotte la ricatta convincendola ad andare alla festa; Julie però fa intestare tutti gli assegni ad un'associazione nazionale lasciando la truffatrice a bocca asciutta. Seth invece spiega a Summer la triste situazione di Taylor e lei lo perdona per averle mentito.
- Altri interpreti: Ryan Donowho (Johnny Harper), Jeri Ryan (Charlotte Morgan), Jeff Hephner (Matt Ramsey), Autumn Reeser (Taylor Townsend), Johnny Lewis (Dennis 'Chili' Childress), Richard Voll (Glen Morgan), Cam Gigandet (Kevin Volchok), Erin Foster (Heather), Paula Trickey (Veronica Townsend), Dennis Chavis (Guardia della sicurezza), Derek Selander (Surfista punk), The Subways (Loro stessi), Craig Allen Wolf (Wald)

## Il piano di studi
- Titolo originale: The Game Plan
- Diretto da: Tate Donovan
- Scritto da: Cory Martin

### Trama
Per i nostri amici è arrivato il momento di scegliere l'università: Seth, contro i consigli di Sandy che lo volevano alla sua stessa università, la Berkeley, sceglie la Brown, volendo a tutti i costi scappare da Newport; Summer invece preferisce un posto soleggiato e opta per l'Arizona: Taylor ne approfitta per insinuare in lei dei dubbi riguardo alle storie a distanza e facendole capire che anche lei vuole fare domanda per la stessa università del fidanzato. Ryan non ha ancora le idee chiare mentre Marissa è ben decisa a non iscriversi: per questo motivo Johnny e il fidanzato le fanno delle pressioni per ripensarci, ma lei si offende anche se poi parlerà con il consulente universitario. Julie invece ha nuovi problemi con l'affitto ed è costretta a trasferirsi in una roulotte; Kirsten se ne accorge e le offre il suo aiuto chiedendole di lavorare insieme per organizzare altre feste; quando però viene a scoprire che Charlotte era una truffatrice e che Julie le faceva da palo ne resta molto offesa. Chili e Johnny sono molto emozionati poiché quest'ultimo è stato scelto da uno sponsor per la sua bravura sulla tavola e probabilmente verrà selezionato per un tour intorno al mondo; decidono di invitare anche Marissa che, pur volendo, non riesce a compilare la domanda d'iscrizione all'università. Summer e Seth discutono sulla loro futura lontananza e infine lei, preoccupata per il fatto che lui conosca ragazze più intelligenti di lei chiede a Taylor di farlo felice. Ryan arriva alla spiaggia per convincere Marissa ad iscriversi e se ne va incolpando Johnny di averle fatto cambiare idea; per spiegarsi quest'ultimo viene investito proprio nel momento in cui viene proclamato vincitore. Sandy organizza una cena con un amico che ora insegna a Berkeley per convincere Seth a frequentare quell'università, ma se lui è irremovibile, Ryan pare invece molto interessato: sarà lui a fare domanda per quell'università. Taylor, considerando Summer e Seth amici, alla fine propone a lei un'università vicina a quella del fidanzato mentre Marissa farà richiesta alla Berkeley su richiesta dell'amico dei Cohen assieme a Ryan.
- Altri interpreti: Ryan Donowho (Johnny Harper), Autumn Reeser (Taylor Townsend), Johnny Lewis (Dennis 'Chili' Childress), Diego Wallraff (Mitchell Davidson), Tom Wright (Paul Glass), Leslie Stevens (Mrs. Rushfield), Nancy Linari (Affittacamere), Kimberly Atkinson (Vicino), Sven Holmberg (Gus), John H. Barry (Annunciatore), Kim Evey (Dottore)

## Inconfessabili segreti
- Titolo originale: The Disconnect
- Diretto da: Ian Toynton, Tony Wharmby
- Scritto da: Stephanie Savage

### Trama
Johnny è stato dimesso e Marissa si fa in quattro per aiutarlo; tutte le attenzioni però fanno nascere in lui una cotta e solo Summer ne viene a conoscenza. Seth invece è depresso dal momento che la fidanzata ha preso dei voti più alti dei suoi nel test di ammissione all'università; Matt e Sandy propongono a Ryan di aiutarli con il loro progetto di costruzione di case per famiglie a basso reddito, cosa che potrebbe fare una buona impressione se scritta sul suo curriculum scolastico. Kirsten e Julie conoscono Jeff, che sarà il primo cliente del loro servizio di "catering"; Summer e Seth scoprono che la Brown solitamente accetta un solo studente della loro scuola e il livello di competizione aumenta. Marissa invece riesce, grazie all'aiuto del padre di Summer, che fa il chirurgo, a fissare l'operazione di Johnny di lì a una settimana. Ryan finisce, suo malgrado, in un night-club, passatempo preferito, a quanto pare, di Matt; il giorno dopo questi arriva in ufficio impreparato per quanto riguarda la riunione con dei possibili finanziatori, che infatti finisce male: Sandy lo critica aspramente e lo licenzia a causa del suo poco impegno. Kirsten e Julie invece scoprono che Jeff ha architettato tutto per passare una serata romantica con quest'ultima, mentre Marissa finisce per addormentarsi da Johnny aspettando che Ryan la vada a prendere. Il giorno dopo viene a sapere dal nuovo amico che questi ha una cotta per lei, e non sa se far finta di nulla o dirlo al fidanzato. Intanto un'amica di Matt va da Sandy per spiegare la sua situazione emotiva e gli assicura di poter trovare altri finanziatori in cambio della sua riassunzione. Visto l'alto guadagno Julie e Kirsten decidono di aprire un'attività di incontri d'alta classe; Summer e Seth invece, nonostante l'università, fanno pace. Ryan e Marissa si raccontano per telefono tutto riguardo Johnny e la lap-dance.
- Altri interpreti: Ryan Donowho (Johnny Harper), Jeff Hephner (Matt Ramsey), Lisa Rotondi (Gwen Harper), Andrea C. Pearson (Lily), Jeremy Brandt (Jeff Granzow), Tiffany Thornton (Ashley), Adam Donshik (Rappresentante della Brown), Kesler Casimir (Portiere), Sarah Christine Smith (Cinnamon), Robert Mammana (Investitore), Dana Davis (Madison), Gina Fricchione (Investitore).

## Tutto per amicizia
- Titolo originale: The Chrismukkah Bar Mitz-vahkkah
- Diretto da: Ian Toynton
- Scritto da: Josh Schwartz

### Trama
Si avvicina il Chrismukkah e tutti sentono l'aria di festa: Marissa regala a Johnny un abete e viene così a sapere, assieme ai suoi amici, che quest'ultimo non si può permettere l'operazione e che sarà costretto a smettere di surfare. Per raccogliere i soldi Seth propone a Ryan il Chrismukkah Bar Mitz-Vahkkah; Johnny però è contrario a farsi fare la carità. Kirsten passa un periodo difficile a causa della morte del padre e del vicino trasferimento dei figli e si consola passando del tempo con Julie che certo non se la passa meglio; Marissa, della situazione della madre non sa ancora nulla. I preparativi della festa però sono partiti, ma Ryan decide di annullare tutto quando vede che Johnny e Marissa si abbracciano in spiaggia; in realtà lei era andata a parlarci dopo averlo visto ricevere un pacchetto da un tipo piuttosto sospetto. Per non deludere Kirsten Ryan alla fine decide di sopportare la situazione ed invita anche Johnny che, suo malgrado, accetta. Julie invece è decisa a rivelare la sua situazione a Marissa e va a cercarla a casa Roberts, qui incontra il padre di Summer e con lui riesce a parlare, senza provare vergogna, riguardo alla sua sistemazione. Alla festa Johnny sparisce e Ryan corre a cercarlo, lasciando il palco a Seth; seguitolo, lo blocca appena in tempo prima che faccia una rapina con la pistola appena comprata e lo convince a farsi pagare l'intervento. Alla fine la festa è un grande successo e tutti si sentono più uniti.
- Altri interpreti: Ryan Donowho (Johnny Harper), Lisa Rotondi (Gwen Harper), Michael Nouri (Dr. Neil Roberts), Blair Hickey (Fotografo), Juan Ramírez (Cashier), Nicklaus J. Koeppen (Giovane Seth)

## Marissa
- Titolo originale: The Safe Harbor
- Diretto da: Tony Wharmby
- Scritto da: Mike Kelley

### Trama
Summer si mette in testa di voler far riammettere Marissa alla Harbor; la preside, pur d'accordo, non può fare nulla da sola e così i nostri amici puntano sul Consiglio d'Istituto, portando agli occhi dei componenti un precedente: dieci anni prima la scuola aveva riammesso uno studente che aveva minacciato con un coltello un compagno. Per avere un buon risultato si fanno aiutare da Sandy e da Taylor. Johnny, preso come riserva in un'importante squadra di surf viene invitato ad una festa dal gruppo e decide di portare Marissa con sé per ringraziarla del suo aiuto. La riunione e la festa si terranno lo stesso giorno e perciò Marissa non potrà accompagnare l'amico. Intanto Julie e Neil, il padre di Summer, si avvicinano molto dal momento che sono gli unici a conoscenza dei segreti reciproci (il fatto di abitare in una roulotte e di essere in via di separazione dalla seconda moglie) e si sostengono l'un l'altro. Johnny, in seguito ad una visita, non ha il consenso del medico e quindi non potrà partecipare al tour: ciò lo fa cadere in una profonda depressione; per questo motivo Marissa decide di restare alla scuola pubblica, facendo restare molto male i suoi amici. Taylor spinta dalla madre che è fortemente contraria alla loro campagna, lascia i giochi, ma alla fine grazie alla sua petizione piena di firme, decide l'andamento della riunione. Anche Johnny viene ammesso in squadra e partirà di lì a un mese con Chili; Marissa così si decide e va alla riunione: il Comitato la riammetterà alla Harbor all'unanimità. Julie e Neil infine confessano i loro segreti e scoprono che era più facile di quello che credevano mentre Ryan scopre che quella di Johnny era solo una messinscena per convincere Marissa a tornare alla vecchia scuola.
- Altri interpreti: Ryan Donowho (Johnny Harper), Jeff Hephner (Matt Ramsey), Rosalind Chao (Dr. Kim), Michael Nouri (Dr. Neil Roberts), Autumn Reeser (Taylor Townsend), Johnny Lewis (Dennis 'Chili' Childress), Michael Mantell (Giudice Jim Mercer), Tiffany Thornton (Ashley), Paula Trickey (Veronica Townsend), Tyson Chambers (Ragazzo), Dana Davis (Madison), Maggie Hai-Uyen (Liz)

## Sorelle
- Titolo originale: The Sister Act
- Diretto da: Ian Toynton
- Scritto da: ---

### Trama
Kaitlin torna a casa e sembra che abbia fin dal principio un debole per Johnny. Chili rivela a Marissa il piano architettato da Johnny per convincerla a tornare alla Harbor e lei, andatolo a ringraziare, scopre che la voleva allontanare per non soffrire. Intanto Veronica, la madre di Taylor, chiede all'agenzia di Kirsten di organizzarle un appuntamento con Neil in cambio della riammissione di Marissa nelle attività scolastiche; lui accetta, grazie all'intercessione di Sandy, e la porta a cena. L'unica felice della situazione pare sia Taylor, che già sogna di diventare sorella di Summer. Ryan nel frattempo riceve la visita di un ragazzo, Justin, che cerca Kaitlin; andato a chiederle spiegazioni lei sostiene che è un molestatore e che è questo il motivo per cui è tornata. La versione di lui però è diversa: alla festa organizzata dalla confraternita di suo fratello lei sarebbe scappata con 1.500 dollari. L'ultima versione di Kaitlin è che il fratello di lui ha violentato e messo incinta una sua amica, che aveva bisogno di quei soldi per farla abortire. Alla sera c'è una festa dai Cohen e Kaitlin invita anche Johnny, che ne approfitta perché vuole scusarsi con Marissa per aver cercato di cancellarla dalla sua vita; Neil invece si fa accompagnare da Veronica che, a suo parere, non è così cattiva come viene descritta. Ryan, non convinto dalla storia di Kaitlin, decide di dire tutto a Seth, per farsi aiutare a scoprire cos'è successo veramente. Alla festa si presentano Justin, il fratello e altri amici e Kaitlin decide di scappare, ma Marissa la ferma scoprendo che il vero motivo per cui ha rubato i soldi era per pagarsi il viaggio e vedere come stava la sua famiglia, dal momento che aveva saputo tutto riguardo alle difficoltà economiche; Ryan restituisce i soldi e scopre che Justin è innamorato di Kaitlin. Intanto alla festa è in atto un piano per far in modo che Veronica lasci Neil: con la complicità di Taylor questo va in porto, e Summer e Julie ne sono molto sollevate. Johnny invece, dopo essersi scusato con Marissa, passa del tempo con Kaitlin, conoscendola meglio.
- Altri interpreti: Ryan Donowho (Johnny Harper), Autumn Reeser (Taylor Townsend), Willa Holland (Kaitlin Cooper), Michael Nouri (Dr. Neil Roberts), Johnny Lewis (Dennis 'Chili' Childress), Paula Trickey (Veronica Townsend), Jackson Rathbone (Justin), Scott Seymour (Sam), Nevin Millan (Addetto al rinfresco)

## Salto nel buio
- Titolo originale: The Pot Stirrer
- Diretto da: Norman Buckley
- Scritto da: John Stephens

### Trama
È arrivato il tanto atteso giorno del colloquio per la Brown, ma Seth non sembra per nulla entusiasta; Sandy e Matt invece presentano un grosso progetto: la costruzione di un nuovo ospedale, ma rischiano di perdere la gara d'appalto perché l'altra azienda corrompe i finanziatori. Si avvicina anche il 15º compleanno di Kaitlin e Marissa le vuole organizzare una festa; Neil e Julie si frequentano, ma la morte del marito e la recente separazione di lui frenano Julie; lui le offre la casa per organizzare il rinfresco per Kaitlin. Questa e Johnny escono insieme, ma nessuno dei due ha intenzione di parlarne con Marissa; Kaitlin però decide di farglielo scoprire dopo aver litigato con lei e Marissa ne resta molto male. Seth invece, molto in ansia per l'università, dopo averla vista fumare, chiede a Kaitlin un po' della sua marijuana e la usa prima del colloquio. Ancora arrabbiata Kaitlin fa credere a Ryan che a Marissa piaccia Johnny e che per questo motivo le secchi che i due si vedano. Ma Ryan deve pensare a Seth che, ancora sotto gli effetti della marijuana, alla fine decide di non andare al colloquio. Alla festa Ryan confida della droga a Marissa e lei e la sorella litigano anche a causa del bacio che lei e Johnny si sono dati. Seth invece dice a Summer che il colloquio è andato bene, non riuscendo a confidarle la verità; Sandy ha l'autorizzazione a costruire l'ospedale dopo aver, anche lui, corrotto con cena e ragazze il finanziatore; non riesce a dirlo a Kirsten, sentendosi in colpa per essere andato contro i suoi principi.
- Altri interpreti: Ryan Donowho (Johnny Harper), Jeff Hephner (Matt Ramsey), Willa Holland (Kaitlin Cooper), Michael Nouri (Dr. Neil Roberts), Robert Picardo (Bill Merriam), Andrea C. Pearson (Lily), Chris Kerner (Ragazzo al molo)

## Col fiato sospeso
- Titolo originale: The Cliffhanger
- Diretto da: Michael Lange
- Scritto da: J.J. Philbin

### Trama
Seth continua a fumare e Ryan lo copre; quando scopre che l'amico non ha fatto neanche il colloquio gli consiglia di confessare almeno questo a Summer. Julie invece, per conquistare Neil, fa finta di volergli organizzare un appuntamento con una delle pettegole di Newport: l'obiettivo è fargli scoprire i difetti delle altre per farlo avvicinare a lei. Kaitlin ha tutte le intenzioni di mettersi con Johnny, ma lui pensa ancora a Marissa: così lei mette la pulce nell'orecchio a Ryan e gli chiede di chiarire una volta per tutte la situazione; lui dà così un ultimatum a Marissa: fino a che non si chiarirà le idee i due non si vedranno. Julie resta delusa quando Neil le comunica che vuole avere appuntamento con una certa Laura Cross; lei ha tutte le intenzioni di mandare all'aria la loro serata. Spinto da Chili, Johnny si dichiara a Marissa dicendole di amarla; Sandy intanto vede Matt con Maya Griffin, figlia del capo dell'ordine dei medici che dovrà approvare una volta per tutte la costruzione del loro ospedale. Sandy però non accetta l'idea di Matt di sfruttare la ragazza per arrivare al padre mentre Marissa sceglie Ryan e invia una lettera a Johnny. Summer invece scopre che Seth gli ha mentito riguardo al colloquio ed anche sul fatto che fuma marijuana. Julie spia di nascosto Neil all'appuntamento e quando lui se ne accorge finalmente le si dichiara. Johnny invita Kaitlin sulla spiaggia per bere della tequila e ad un certo punto, ubriaco, si arrampica sulla scogliera; lei preoccupata chiama Marissa e Ryan, ma i due non riusciranno a salvarlo quando precipita.
- Altri interpreti: Ryan Donowho (Johnny Harper), Jeff Hephner (Matt Ramsey), Willa Holland (Kaitlin Cooper), Michael Nouri (Dr. Neil Roberts), Johnny Lewis (Dennis 'Chili' Childress), Lisa Rotondi (Gwen Harper), Morena Baccarin (Maya Griffin), Kimberly Oja (Taryn Baker), Tina Morasco (Laura Cross), Mim Drew (Consigliere del college), Stephen Markle (Henry Griffin)

## Il momento della verità
- Titolo originale: The Heavy Lifting
- Diretto da: Ian Toynton
- Scritto da: Stephanie Savage

### Trama
Johnny muore e tutti ne restano sconvolti, viene deciso di organizzare il suo funerale in riva al mare; Justin torna alla carica con Kaitlin, ma lei non ne vuole sapere e lo caccia in malo modo. Marissa invece conosce Sadie, cugina di Johnny, che le porta un regalo che lui le ha chiesto di preparare per lei per San Valentino; anche Ryan la incontra e ci fa subito amicizia, aiutandola a portare via le cose di Johnny. L'agenzia di Julie e Kirsten invece organizza una festa per San Valentino, ma nessuno dei ragazzi, a causa dei problemi di coppia che si stanno creando (tra Ryan e Marissa per la morte di Johnny e tra Seth e Summer per le bugie che lui le dice) vuole parteciparvi. La storia di Matt con Maya invece prosegue e sembra sia sincera; Kaitlin si fa accompagnare alla festa da Justin e assieme a lui decide di tornare in collegio. Ryan, andato via dalla festa, va da Sadie per continuare il trasloco e Volchock li vede insieme. Summer e Seth infine fanno pace e passano una serata romantica sulla spiaggia.
- Altri interpreti: Jeff Hephner (Matt Ramsey), Willa Holland (Kaitlin Cooper), Michael Nouri (Dr. Neil Roberts), Johnny Lewis (Dennis 'Chili' Childress), Lisa Rotondi (Gwen Harper), Morena Baccarin (Maya Griffin), Jackson Rathbone (Justin), Cam Gigandet (Kevin Volchok), Nikki Reed (Sadie Campbell), Bug Hall (Robert), Cassie Jaye (Uomo in lutto), Chris Kerner (Amico alla cerimonia)

## Il guerriero della strada
- Titolo originale: The Road Warrior
- Diretto da: Michael Fresco
- Scritto da: Mike Kelley

### Trama
Ryan passa molto tempo con Sadie, e viene a sapere che la polizia sta indagando sulla morte di Johnny poiché c'è il sospetto che non sia stata accidentale. La storia tra Julie e Neil procede clandestinamente e Summer si preoccupa perché il padre le dice di essere molto impegnato sul lavoro; così, dietro suggerimento di Taylor, decide di farlo diventare un cliente dell'agenzia di Kirsten e Julie, "New Match". A quanto pare Volchock ha tutte le motivazioni per provarci con Marissa dal momento che Ryan gli impedisce qualsiasi contatto con Sadie, assieme a lei si reca perfino dal padre di Johnny per chiedergli gli alimenti arretrati che serviranno per impedire la confisca della casa di Gwen, la madre di Johnny. Marissa è la principale sospettata della polizia e chiede aiuto legale a Sandy; la ricerca di Ryan e Sadie non va a buon fine e i due si ritrovano a dover dormire in un motel. Sandy e Kirsten invece invitano a cena Matt e Maya, poiché il primo ha intenzione di chiedere a quest'ultima cosa ne pensa del progetto del loro ospedale. Taylor vede Neil a cena con Julie e lo rivela a Seth e Summer, lei inizialmente non ne è molto contenta, ma poi vede il padre felice come non mai; Volchock invece offre il suo appoggio a Marissa che viene accusata di aver spinto Johnny al suicidio. Sadie e Ryan trovano il padre di Johnny e il ragazzo viene picchiato dagli scagnozzi dell'uomo; andato a parlargli a quattr'occhi, però, Ryan ottiene del denaro da portare a Gwen. Sandy invece rovina la cena, dal momento che insiste molto con Maya affinché presenti il progetto al padre; lei accetta ma lascia Matt, e ciò fa arrabbiare molto Kirsten che pensa che Sandy stia diventando insensibile. Volchock parla con Marissa e le spiega come sono andate le cose con Johnny in passato, una volta erano amici e lui e Dennis gli chiedevano sempre di insegnargli a fare surf, ma quando Johnny è diventato più bravo di lui, l'invidia lo ha portato ad essergli avverso, infine le dice che se vuole parlare con qualcuno lui ci sarà. Ryan tornato a casa si decide a chiamare Marissa: i due si lasciano poiché le cose non funzionano più.
- Altri interpreti: Jeff Hephner (Matt Ramsey), Michael Nouri (Dr. Neil Roberts), Morena Baccarin (Maya Griffin), Cam Gigandet (Kevin Volchok), Autumn Reeser (Taylor Townsend), Rodney Rowland (Jack Harper), Marc Vann (Detective Warner), Andy Mackenzie (Ragazzo sfortunato), Nikki Reed (Sadie Campbell), Chase Kim (Ospite coreano), Stacey Hinnen (Rauco grante)

## Viaggi
- Titolo originale: The Journey
- Diretto da: Roxann Dawson
- Scritto da: John Stephens

### Trama
Si avvicina il 18º compleanno di Ryan e Kirsten pensa di invitare la sua madre biologica. Sadie rifiuta l'invito dal momento che ha un appuntamento con l'ex fidanzato e l'invito per Marissa non si sa se verrà spedito oppure no. Sandy scopre che la madre di Ryan, Dawn, è finita in prigione e cerca di aiutarla mentre Summer dice a Julie che sa tutto riguardo alla loro storia e che lui ha intenzione di portarla in crociera dove, solitamente, fa la sua richiesta di fidanzamento. Marissa viene a sapere da Matt che l'inchiesta sulla morte di Johnny è stata archiviata ed ha un alterco con Volchock che la segue da un paio di giorni; Matt interviene e lo segnala ad un poliziotto, che lo ferma. Sandy riesce a far uscire di prigione Dawn e vorrebbe portarla a casa per fare una sorpresa a Ryan; questa però sparisce lasciando al figlio soltanto una lettera. Questi, dopo molte indecisioni, decide di invitare Marissa, ma in casa non la trova; vede però quale doveva essere il suo regalo: un mix su cd delle loro canzoni. Lei nel frattempo è andata da Volchock a scusarsi per l'accaduto; lui lavora come manovale nella casa tipo: qui Marissa ha una serie di ricordi e si sente male, sviene e cade dalle scale. Lui l'accompagna in ospedale e si prende cura di lei e Marissa si accorge che non è cattivo come tutti pensano. Infine lei non va alla festa e passa la serata a bere con Volchock mentre Sadie annulla l'appuntamento e ci va facendo felice Ryan.
- Altri interpreti: Jeff Hephner (Matt Ramsey), Michael Nouri (Dr. Neil Roberts), Cam Gigandet (Kevin Volchok), Daphne Ashbrook (Dawn Atwood), Nikki Reed (Sadie Campbell), J.D. Pardo (Surfista tatuato), Andrew Thacher (Secondino), Craig Susser (Poliziotto sul molo), J. Anthony McCarthy (Caposquadra tinteggiatori), Chriss Anglin (Homer), Chris Kerner (Festeggiante), Richie Rayfield (Fan)

## L'ipoteca
- Titolo originale: The Undertow
- Diretto da: Robert Duncan McNeill
- Scritto da: J.J. Philbin, Mark Fish

### Trama
Si fa viva Jess che, avendo convissuto con Trey, porta a Ryan un regalo da parte sua; Volchock invece porta a Marissa l'orologio che lei, tempo prima, gli aveva dato in cambio del suo disinteressamento nei confronti di Ryan. Seth finalmente sostiene l'esame per entrare alla Brown mentre Ryan e Sadie continuano a frequentarsi. Il capo dell'ordine dei medici comunica a Sandy che, per avere l'autorizzazione alla costruzione dell'ospedale, dovrà licenziare Matt, dal momento che, si dice, lui organizza festini poco leciti a casa sua. Ryan è ossessionato dall'idea di non far finire Jess sulla cattiva strada, ma ha paura di rovinare il rapporto con Sadie mentre tra Summer e Seth non c'è l'intimità che lei vorrebbe. Sadie invece non è convinta di volere un ragazzo così complicato, ma Seth la sprona a persistere; quando però l'abbandona per andare ad aiutare Jess lei si stufa e gli dice di tornare quando avrà risolto i suoi problemi una volta per tutte. Matt intanto chiede a Sandy di convincere il signor Griffin a mantenerlo nel progetto, ma questi, pur scoprendo che il vero motivo per l'estromissione è la figlia, Maya, non riesce a fargli cambiare idea. Ryan alla fine decide di raccontare tutta la storia a Sadie e lei lo perdona; Seth e Summer invece ritrovano la loro intesa sessuale grazie alle insistenze di Taylor. Marissa invece, sentendosi sola, cede alle richieste di Volchok e passa la notte con lui per dimenticare tutto il resto.
- Altri interpreti: Jeff Hephner (Matt Ramsey), Autumn Reeser (Taylor Townsend), Cam Gigandet (Kevin Volchok), Nikki Griffin (Jess Sathers), Shaun Duke (Henry Griffin), Matt Cohen (Jim), Nikki Reed (Sadie Campbell), Katerina Graham (Kim), Angelique Little (Cameriera), Chris Kerner (Frat Guy)

## Il segreto e le bugie
- Titolo originale: The Secrets and Lies
- Diretto da: Michael Fresco
- Scritto da: Stephanie Savage, Josh Schwartz

### Trama
Seth e Summer scoprono che Marissa sta frequentando Volchock, ma non vogliono rovinare uno dei rari periodi felici di Ryan; Sandy invece alla fine decide di licenziare Matt che gli promette vendetta. Julie e Neil tornano dalla crociera e, a cena con le figlie, comunicano il loro fidanzamento; Marissa, scontenta per la notizia, esce con Volchock e Summer si decide ad avvertire Ryan. Lui si accorge che Marissa è molto cambiata: è scontrosa e si porta alcol da bere perfino a scuola; fino all'ultimo però è combattuto su cosa fare, dal momento che non vuole rovinare il rapporto con Sadie. Alla fine decide di affrontare Volchock, ma solo per chiedergli di trattarla bene e di tenerla d'occhio; Julie e Marissa si sono trasferite a casa Roberts, ma le due ragazze sono ai ferri corti. Sadie completa le trattative per la vendita della casa della zia e comunica a Ryan la sua intenzione di tornare a casa: lui vorrebbe che restasse, ma lei parte senza salutarlo; Seth invece passa molto tempo con la madre che si sente abbandonata da Sandy, che lavora moltissimo per risolvere la questione dell'ospedale. Lei lo porta ad un incontro degli Alcolisti Anonimi e lui, pur senza entusiasmo, decide di restarle accanto; il signor Griffin invece, per dissuadere Matt dal divulgare informazioni su di lui, lo fa picchiare dai suoi scagnozzi che gli devastano casa. Ryan parla con Marissa della partenza di Sadie e lei la convince a restare; Sandy scopre cos'hanno fatto a Matt mentre Marissa, presa dallo sconforto, inizia a drogarsi.
- Altri interpreti: Jeff Hephner (Matt Ramsey), Michael Nouri (Dr. Neil Roberts), Cam Gigandet (Kevin Volchok), Shaun Duke (Henry Griffin), Nikki Reed (Sadie Campbell), Sven Holmberg (Gus), J.D. Pardo (Surfista tatuato), Patty Onagan (Mima), Jonathon Trent (Kyle), Ramlah Frediani (Ellen), Don Perry (Vecchio), Garrison Koch (Bob), Tony Forsyth (Grosso tipo), Mark Hames (Barista), Chris Kerner (Studente), Brandon Stacy (Membro dell'AA)

## L'alba del giorno dopo
- Titolo originale: The Day After Tomorrow
- Diretto da: Norman Buckley

### Trama
Tutti aspettano la lettera di ammissione da parte dell'università e Summer non sta più nella pelle all'idea di andare alla Brown con Seth; Sandy invece ordina al signor Griffin di dare le dimissioni in seguito a ciò che è successo a Matt. Marissa è ancora intrattabile e né sua madre né Summer sanno come prenderla; continua ad uscire con Volchock che ha una pessima influenza su di lei. Ricevuta la lettera che le comunica di essere stata ammessa a Berkeley non è entusiasta, e la butta nella spazzatura. Tutti vengono ammessi alle rispettive università, tranne Seth, che non sa come dirlo a tutti; anche tra Ryan e Sadie l'università sembra essere un problema, dal momento che li dividerà. Lei però è disposta a trasferirsi assieme a lui, cosa che non rende Sandy e Kirsten troppo entusiasti. Ryan capisce che Seth non è stato ammesso e gli consiglia di confessarlo al più presto; il primo intanto, parlando con Sandy, si rende conto che abitare all'esterno del campus potrebbe non essere facile, dal momento che comporterebbe anche il fatto di cercarsi un lavoro per sostenere le spese. Summer e Marissa fanno finalmente pace e mettono da parte i loro recenti dissapori in nome della vecchia amicizia. Sandy va ad un appuntamento con Griffin, che cerca di corromperlo tirando in ballo vari affari per l'azienda e Kirsten riceve la visita di Matt che le consiglia di stare in guardia. Seth, piuttosto che dire alla fidanzata di non essere ammesso le fa credere di voler andare in un'altra università e lei, delusa, decide di lasciarlo. Kirsten invece chiede a Sandy di lasciar perdere il Newport Group, ma resta inascoltata; Sadie poi dice a Ryan di non poterlo accompagnare a Berkeley, per non negargli nessuna esperienza futura, e decide di tornarsene a casa.
- Altri interpreti: Jeff Hephner (Matt Ramsey), Michael Nouri (Dr. Neil Roberts), Cam Gigandet (Kevin Volchok), Autumn Reeser (Taylor Townsend), Shaun Duke (Henry Griffin), Nikki Reed (Sadie Campbell), Chase Kim (Seung Ho), Chris Kerner (Fidanzato n. 2)

## L'invito
- Titolo originale: The Dawn Patrol
- Diretto da: Ian Toynton
- Scritto da: Mike Kelley

### Trama
Ryan, su consiglio di Kirsten, decide di partire per Albuquerque per invitare la madre alla consegna dei diplomi; alla tavola calda in cui lavora conosce una sua giovane collega, Chloe. Al momento di vedere la madre, però, non se la sente e si ritrova ad uscire e ad andare a letto con Chloe. Intanto a casa Summer non vuole arrendersi e decide di tornare con Seth per scoprire il motivo della sua decisione improvvisa; l'unica cosa che ottiene però è di farsi lasciare da lui. Marissa invece, per indispettire la madre, sta da Volchock e partecipa ad una festa all'insegna di alcool e droga; qui vi trova Heather che, ubriaca e drogata, sta per essere aggredita da tre ragazzi e la soccorre. Ryan alla fine trova il coraggio di vedere la madre e lei è al settimo cielo all'idea del suo diploma; decide però di portare anche Ronnie, il suo nuovo fidanzato camionista. Per questo motivo alla fine le annulla l'invito adducendo delle scuse, e lei se ne va, ferita; Chloe gli spiega però che Ron è un brav'uomo e che la sta aiutando molto a cambiare. Ryan allora si scusa per averlo giudicato male e le consegna i biglietti prima di ripartire per Newport. Matt inizia a ricattare Griffin e l'intercessione di Sandy pare non servire; grazie al suo aiuto però evita di finire nei guai e, ricevuta dall'amico la buon'uscita, si trasferisce a Chicago. Summer chiede a Seth se è vero che non l'ama più e lui, pur di non dirle la verità sulla macata ammissione al college, le dice che è così; Taylor allora le resta molto vicina, cercando di consolarla. Marissa infine, capendo di star sbagliando con sua madre, decide di tornare a casa.
- Altri interpreti: Jeff Hephner (Matt Ramsey), Cam Gigandet (Kevin Volchok), Autumn Reeser (Taylor Townsend), Shaun Duke (Henry Griffin), Nicole Garza (Chloe), Daphne Ashbrook (Dawn Atwood), Erin Foster (Heather), J.D. Pardo (Ragazzo tatuato), Perry Anzilotti (Mr. Greenberg), Jonathon Trent (Kyle), Steve Seagren (Nick), Blake Gibbons (Ron), Preston James Hillier (Maitrè D), Parys Sylver (J.P.)

## La prova del college
- Titolo originale: The College Try

### Trama
Seth ha tutte le intenzioni di riconquistare Summer ed entrare alla Brown; così, il giorno della visita al college, vuole assolutamente avere un colloquio con il professore responsabile delle ammissioni; Kirsten in aeroporto vede Teresa e scopre che ha avuto un bambino, vorrebbe dirlo al figlio adottivo Ryan, ma Sandy è riluttante. Anche Marissa e Summer sono in partenza e pare che la prima si sia lasciata alle spalle il periodo difficile appena trascorso, con grande delusione di Volchock. Alla Brown Seth incontra Anna e le chiede aiuto per raggiungere il suo scopo; quando Summer li vede insieme pensa che Seth voglia andare in università con lei e che per questo l'abbia scaricata. Intanto Julie invita Kirsten e Sandy ad una cena che Neil avrà con gli altri medici. Kirsten decide di raccontare a Ryan di Teresa all'insaputa del marito: lui decide di tornare in anticipo per chiarire la situazione; ciò indispettisce molto Sandy che litiga con la moglie a causa di ciò e del lavoro. Il colloquio di Seth non va bene e lui, inascoltato, decide di tornarsene a casa; Anna però lo convince a tentare l'ammissione nella vicina Accademia di Belle Arti. A casa la cena va male e Kirsten ricomincia a bere; Ryan invece vede Teresa, che le dice che il figlio non è suo, ma di Eddie.
- Altri interpreti: Samaire Armstrong (Anna Stern), Michael Nouri (Dr. Neil Roberts), Cam Gigandet (Kevin Volchok), Matt Barr (Wes), Erick Avari (Dr. Overbee), Alain Uy (Miguel), Adam Jamal Craig (Jack), Nathanael Johnson (Prefrosh numero 1), Taylor Tan (Pre Frosh numero 2), Amber Barretto (Theresa's Nanny), Chris Kerner (Studente), Navi Rawat (Theresa Diaz)

## L'ultimo ballo
- Titolo originale: The Party Favor

### Trama
Si avvicina il ballo del diploma e Seth le sta tentando tutte per invitare Summer; assieme a Ryan vedono poi Volchock baciare un'altra ragazza. Quest'ultimo accetta di accompagnare Marissa, mentre Teresa dà la sua disponibilità a Ryan, in ricordo dei vecchi tempi. Taylor consiglia a Summer di andarci assieme a Yang Non, un famoso modello e cantante coreano, per far ingelosire Seth. Anna arriva da Pittsburg per sistemare le cose fra Summer e l'amico, ma la prima, dopo aver ricevuto una sua infruttuosa visita, decide di inviare a Sandy e Kirsten la lista delle trasgressioni datale tempo prima da Seth in cambio della promessa di non farla più soffrire. Anna così accompagna Seth per cercare di far tornare Summer sui suoi passi. Alla festa Summer si ubriaca e Volchock lascia sola Marissa per andare a fumarsi una canna; quando la prima viene eletta di nuovo reginetta, bacia Yang e cade dal palco, facendo una pessima figura. Ryan, andato a cercare Volchock, lo trova mentre sta baciando un'altra studentessa e cerca di coprirlo con Marissa, ma lei lo scopre ugualmente, lo schiaffeggia e lo lascia. Intanto a casa Kirsten e Sandy sono a cena con Neil e Julie e la prima confessa all'amica di aver bevuto mentre il medico rivela a Sandy che è in corso un'indagine su lui e Griffin. All'after party Seth finalmente confessa a Summer ogni cosa e i due tornano insieme, tra Ryan e Teresa c'è un avvicinamento ma poi lei gli dice che è meglio non andare oltre, visto quello che in passato avevano affrontato insieme; Taylor scopre che tutti i soldi dei biglietti sono stati rubati; Ryan incolpa immediatamente Volchock, gli porta via i soldi ed in seguito alle sue provocazioni, che riguardano Marissa, lo picchia.
- Altri interpreti: Navi Rawat (Theresa Diaz), Samaire Armstrong (Anna Stern), Michael Nouri (Dr. Neil Roberts), Cam Gigandet (Kevin Volchok), Autumn Reeser (Taylor Townsend), Lisa Tucker (Sé stessa), Chase Kim (Seung Ho), Justin Chon (Yang Non), AnnaLynne McCord (Ragazza sexy), Jennifer Bronstein (Taco Stand Clerk), Tyson Chambers (Heckler), Linn Ko (Ragazza coreana n. 1), Susane Lee (Ragazza coreana n. 2), Nykolis James (Giocatore di polo)

## L'uomo dell'anno
- Titolo originale: The Man of the Year
- Diretto da: Tony Wharmby

### Trama
Ryan porta Volchock all'ospedale mentre Kaitlin si fa viva con Marissa, chiedendole di intercettare una lettera che il collegio ha inviato alla madre. Intanto Sandy viene eletto Uomo dell'Anno nonostante l'indagine e Julie ne viene a conoscenza mediante Neil, meravigliandosi del fatto che Kirsten ancora non lo sappia; decide così di mettere al corrente l'amica. Dopo averne parlato con Sandy, questa inizia a bere, Seth la scopre e non sa come comportarsi. Volchock minaccia Ryan di denunciarlo per aggressione se lui non acconsentirà ad aiutarlo durante un suo losco affare e lui, per poter andare all'università, è costretto ad accettare. Non appena Teresa lo scopre decide di allontanarlo, per il bene del figlio. Marissa va in collegio per scoprire i problemi di Kaitlin: viene così a sapere che ha avuto dei problemi con un ragazzo che, per vendicare un suo rifiuto, l'ha denunciata alla presidenza per furto. Marissa così cerca di fare colpo su di lui per vedere se l'oggetto rubato si trova in camera sua: il piano riesce a meraviglia e l'oggetto rubato viene recuperato. Intanto Summer cerca di ritrovare la sua lettera senza successo: Sandy la legge e lei non fa che peggiorare la situazione rivelando che Seth non è stato ammesso alla Brown; padre e figlio si affrontano ed il secondo tira in ballo la situazione di Kirsten. Alla fine tutti e tre sembrano chiarirsi mentre Ryan resta invischiato, assieme a Volchock, nel furto di un'auto e per un pelo non viene arrestato; decide di chiedere a Marissa di coprirlo, se necessario. Prima della festa per la proclamazione dell'Uomo dell'Anno Seth viene mandato nella sede del Newport Group e, dopo aver dimenticato acceso uno spinello, la manda a fuoco. Durante il suo discorso intanto, Sandy annuncia di voler rinunciare al titolo per aiutare il procuratore nelle indagini su Griffin e per adempiere ai suoi doveri di marito e padre, lasciando tutti stupiti; sul più bello poi arriva la polizia, per arrestare Seth.
- Altri interpreti: Cam Gigandet (Kevin Volchok), Lucy Hale (Hadley Hawthorne), Willa Holland (Kaitlin Cooper), Brock Kelly (Trevor Knightley), Michael Nouri (Dr. Neil Roberts), Kimberly Oja (Taryn Baker), Micah Pittard (Giocatore di Lacrosse), Navi Rawat (Theresa Diaz), Craig Susser (Poliziotto n. 1), Lamont Thompson (Greg Hoades), Kathleen Marie Carr (Shelley)

## I diplomati
- Titolo originale: The Graduates
- Diretto da: Ian Toynton
- Scritto da: Robert De Laurentiis (storia), Josh Schwartz (storia)

### Trama
Volchock chiede dei soldi a Ryan, per poter lasciare la città e andarsi a divertire in qualche night bollente pieno di spogliarelliste a Las Vegas, e lui non vorrebbe cedere ai suoi ricatti; il ragazzo è pentito per come si è comportato con Marissa e vorrebbe chiederle di partire per il Nevada insieme a lui. È il giorno del diploma ed arrivano in città Dawn, la madre di Ryan, e Kaitlin per assistere alla cerimonia. Seth intanto decide di confessare il motivo dell'incendio al padre, che si dimostra abbastanza comprensivo, anche se non capisce il motivo di tutte le sue bugie. Marissa invece riceve una lettera dal padre che le chiede se, dopo il diploma, abbia voglia di raggiungerlo per aiutarlo nel suo nuovo lavoro: il venditore di barche di lusso; lei pare seriamente intenzionata ad accettare, piuttosto che andare in università, e lo dice a Summer e Ryan; il secondo la crede un'ottima idea e si offre di accompagnarla in aeroporto il giorno della sua partenza, l'indomani. Anche Julie e Kaitlin sono a conoscenza dell'invito di Jimmy, ed entrambe sentiranno la mancanza di Marissa; la seconda poi, ha deciso di restare stabilmente a Newport, per far compagnia alla madre. Quando questa riceve la telefonata di Volchock, che la mette a conoscenza del suo ritorno verso Ryan, decide di affrontarlo una volta per tutte, procurandogli il denaro che gli serve; Volchock però vuole assolutamente parlarle. Seth intanto riceve la lettera dell'Accademia, che comunica la sua ammissione, mandando Summer tre metri sopra il cielo. I quattro amici decidono di passare il pomeriggio insieme, prima della partenza di Marissa, e rievocano vecchi ricordi; alla fine però arriva il momento dei saluti e Ryan e Marissa partono per l'aeroporto seguiti da Volchock ed Heather. Ha inizio un inseguimento che termina con un incidente provocato da Kevin, il quale fugge. La stagione termina con Marissa ormai sul punto di morte tra le braccia di Ryan, l'unico ragazzo che abbia davvero amato.
- Altri interpreti: Daphne Ashbrook (Dawn Atwood), Rosalind Chao (Dr. Kim), Erin Foster (Heather), Cam Gigandet (Kevin Volchok), Willa Holland (Kaitlin Cooper), Michael Nouri (Dr. Neil Roberts), Autumn Reeser (Taylor Townsend), Lamont Thompson (Greg Hoades), Paula Trickey (Veronica Townsend), José Zúñiga (Jason Spitz), Dave Andrews (Controllore della linea aerea)
- Musiche: Hallelujah, Speeding Cars-Imogen Heap.